# Вернек, Франц фон
Барон Франц фон Вернек (нем. Franz von Werneck, 1748—1806) — австрийский фельдмаршал-лейтенант, участник Наполеоновских войн.

## Биография
Родился 19 июля 1748 года в Штутгарте.
В шестнадцатилетнем возрасте вступил на австрийскую военную службу подпоручиком в пехоту. К 1784 году он уже был полковником. Принимал участие в австро-турецкой войне 1787—1791 годов, особенно отличился 30 сентября 1789 года при штурме Белграда. За это дело он был произведён в генерал-майоры и награждён рыцарским крестом военного ордена Марии Терезии.
С самого начала Первой коалиционной войны находился в Брабанте, в 1792 году отличился в сражении при Жемаппе, в 1793 году участвовал в осадах Валансьена и Дюнкерка. В следующем году он отличился в сражении при Като-Камбрези, был произведён в фельдмаршал-лейтенанты, и в 1796 году с отличием действовал при Вецларе, Амберсге, Вюрцбурге и Лимбурге. За отличие при Вюрцбурге он был награждён командорским крестом ордена Марии Терезии.
В 1797 году Вернек формально командовал отдельным корпусом на Нижнем Рейне, но слишком долго оставался во Франкфурте. Между тем Гош перешёл Рейн у Нойвида и в отсутствии самого Вернека разбил его корпус. Вернека отдади под суд и уволили от службы. В ряде источников упоминается что виной позднего появления Вернека на поле боя была его страсть к игре.
В начале кампании 1805 года, император Франц II простил его, и определил начальником пехотной дивизии в армии эрцгерцога Фердинанда. После первых неудач в окрестностях Ульма Вернек решился отступить вместе с эрцгерцогом во Франконию и Богемию. Он опрокинул французскую дивизию Дюпона у Гейдесгейма, но сам был разбит Мюратом при Нересгейме и окружён близ Нёрдлингена, у селения Трохтенфинген; вследиствие этого он заключил капитуляцию на столь жёстких условиях, что ряд австрийских генералов его корпуса отказались её подписать, и пробившись сквозь французов, присоединились к остаткам армии эрцгерцога Фердинанда. Сам Вернек остался в плену.
По окончании войны Вернека опять отдали под суд; но не успел явиться к суду, поскольку скончался от инсульта 17 января 1806 года в Кёниггреце.